# Ozzy Osbourne
Pour les articles homonymes, voir Osbourne.
Ozzy Osbourne, de son vrai nom John Michael Osbourne, né le 3 décembre 1948 à Marston Green, village près de Birmingham, Midlands de l'Ouest, et mort le 22 juillet 2025 à Jordans (en), Buckinghamshire, est un chanteur britannique de heavy metal. Il est surnommé « The Prince of Darkness » (« Le prince des ténèbres », en français) en référence aux frasques de sa vie privée et de ses prestations sur scène. Il est connu à la fois pour sa carrière musicale en solo et comme chanteur au sein de Black Sabbath, l'un des groupes fondateurs du heavy metal et créateur du titre emblématique War Pigs (1970).
En 2002, l'émission de téléréalité consacrée à la vie quotidienne d'Ozzy Osbourne et de sa famille, The Osbournes, est diffusée sur la chaîne musicale MTV. Elle fait découvrir au grand public cette figure du monde du metal.

## Biographie

### Enfance et début de carrière
John Michael Osbourne voit le jour le 3 décembre 1948 à Birmingham en Angleterre. Il est le cadet d'une famille de six enfants (deux frères et trois sœurs), et tous vivent dans un grand dénuement. Il effectue ses études primaires, mais abandonne avant le secondaire, à l'âge de quinze ans. Pendant une courte période, il travaille comme plombier afin d'aider à subvenir aux besoins familiaux, avant d'occuper d'autres petits emplois, entre autres dans un abattoir et une fabrique d'avertisseurs sonores. Fatigué de gagner peu d'argent pour beaucoup de travail, il se lance dans une courte carrière de délinquant, jalonnée de vols en magasin et de petits cambriolages. Il finit régulièrement derrière les barreaux et se voit finalement infliger, en 1965, une peine de six semaines à la prison de Winson Green,, peine au cours de laquelle il réalise lui-même ses désormais célèbres tatouages, dont le OZZY qui court sur ses phalanges,. Il en plaisante plus tard en se qualifiant lui-même de « très mauvais voleur ».
Admirateur inconditionnel des Beatles, il opte pour une carrière dans la musique. Un ami d'enfance, Terrence « Geezer » Butler, vient de monter un groupe auquel manque un chanteur. N'ayant encore aucune expérience musicale, il se lance d'abord dans une première formation, Rare Breed, mais la quitte  très vite à la suite de problèmes relationnels avec le guitariste. Il se présente ensuite à Butler en tant que chanteur, utilise le microphone et l’ amplificateur que ses parents lui ont achetés pour lui donner une chance de devenir chanteur, et est retenu pour tourner avec le groupe The Approach. Cette formation reprend principalement des morceaux d'Otis Redding et Osbourne se trouve rapidement insatisfait de ce style musical. Butler, de son côté, fait également partie d'un autre groupe, dans lequel jouent Tony Iommi et Bill Ward : Polka Tulk Blues Band. Les quatre musiciens fusionnent les deux groupes, The Approach et Polka Tulk, qui deviennent Earth. Alors que le groupe répète dans un local loué à cet effet, ils remarquent qu'un cinéma voisin joue un film d'horreur italien, Les Trois Visages de la peur, intitulé en anglais Black Sabbath. Intrigués de voir tant de monde faire la queue, ils décident d'aller eux aussi voir le film. Après cette expérience, ils décident de faire du titre du film le nom de leur groupe.

### Ère Black Sabbath et Thelma
Black Sabbath est considéré comme l'un des groupes pionniers du heavy metal, voire le premier groupe du genre,. Ozzy Osbourne prend part à huit albums, de 1968 à 1978, reconnus par de nombreux fans comme des classiques du genre : Black Sabbath, Paranoid incluant l'emblématique War Pigs, Master of Reality, Vol. 4, Sabbath Bloody Sabbath, Sabotage, Technical Ecstasy, et Never Say Die!.
Le choix de l'orientation musicale de Black Sabbath se fait par un concours de circonstances ; le nouveau groupe répète juste à côté d'un cinéma qui passe principalement des films d'horreur. Les jeunes musiciens s'étonnent que les gens paient pour voir des films d'horreur, alors que personne n'a encore créé de musique contemporaine comparable à ce genre cinématographique. C'est ainsi qu'ils décident de composer des morceaux à l'ambiance inquiétante et sombre, qui vont devenir caractéristiques du metal au fil des années. Le nom du groupe est d'ailleurs inspiré d'un film appelé Black Sabbath ou Les Trois Visages de la peur, réalisé par le cinéaste italien Mario Bava.

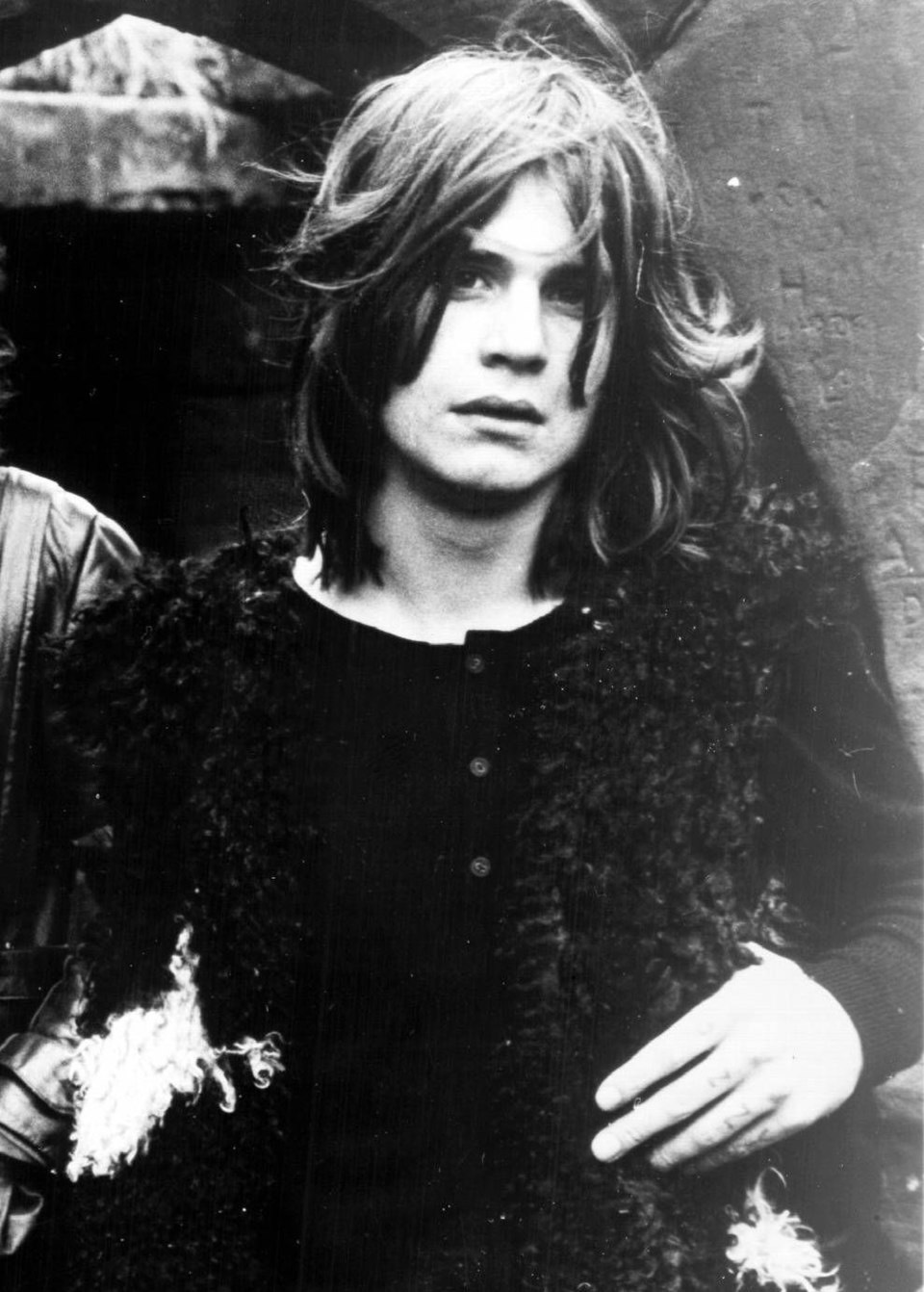
Ozzy Osbourne en 1970.

Les débuts du groupe sont difficiles. Ils sont tous issus d'un milieu modeste et c'est la mère de Iommi, qui possède un magasin de chocolat, qui prend à sa charge le financement du groupe. Celui-ci finit par s'imposer en parcourant la Grande-Bretagne, déchargeant leur matériel là où personne ne les attend, espérant qu'un groupe ne se présentera pas afin de le remplacer en dernière minute. La stratégie paye et le groupe se fait assez rapidement un nom qui, d'ailleurs, n'a rien à voir avec un penchant pour le culte du Diable. Le groupe refuse, par exemple, de jouer à Stonehenge pour un mouvement sataniste britannique et s'y fait des ennemis.[réf. nécessaire] En 1970, leur premier album sort : le succès est quasi immédiat, puisqu'il atteint la huitième place des classements britanniques et la vingt-troisième aux États-Unis. L'affluence à leurs concerts est de plus en plus grande. Chaque nouvel album du groupe sera une confirmation de ce premier succès, et Black Sabbath reste un nom intimement lié à l'émergence et au succès du metal.

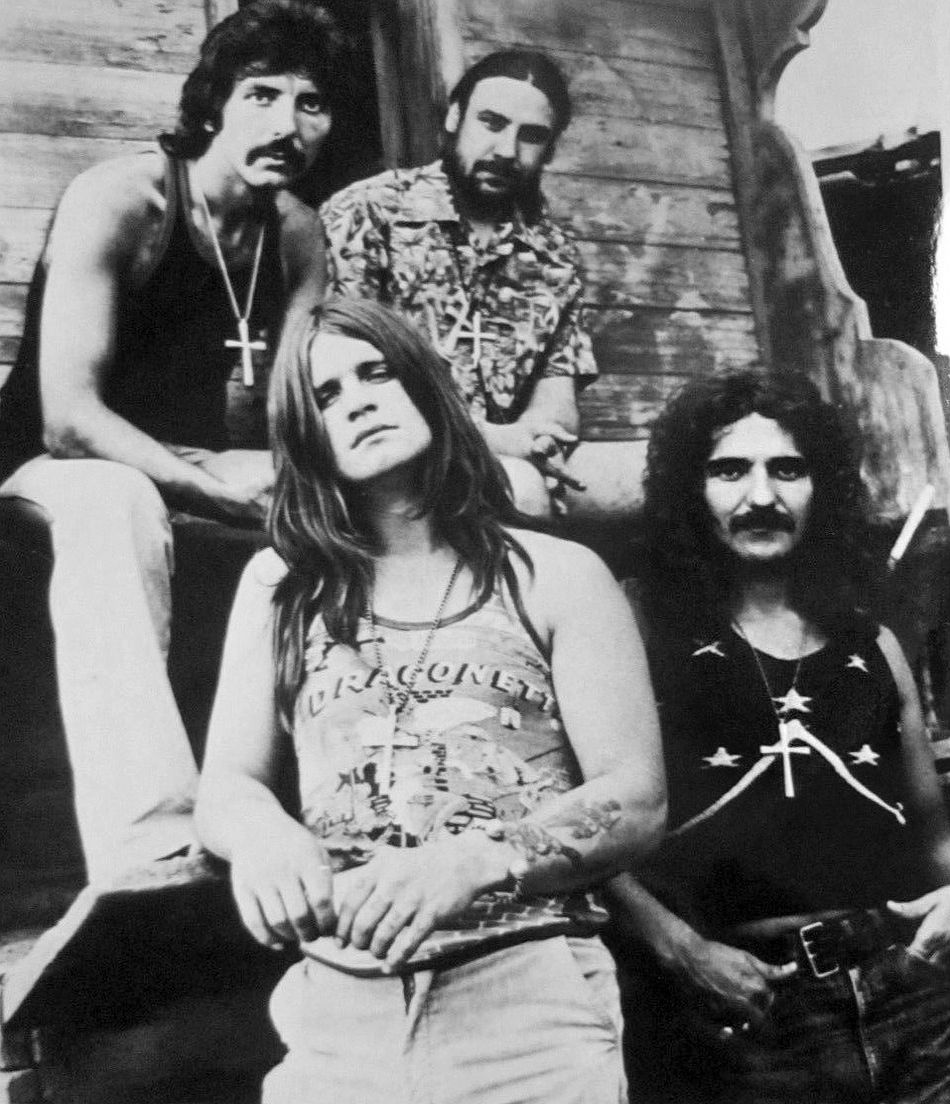
Black Sabbath en 1972. De gauche à droite : Tony Iommi, Ozzy Osbourne, Bill Ward, Geezer Butler.

Pendant toutes ces années avec Black Sabbath, Osbourne compose et/ou écrit des chansons devenues des classiques du groupe, telles que : Black Sabbath, War Pigs, Paranoid, Snowblind, Iron Man, Supernaut, Sabbath Bloody Sabbath, Rock N' Roll Doctor, Never Say Die et bien d'autres.
En 1979, le guitariste Tony Iommi prend la décision de congédier Osbourne, mais c'est Bill, meilleur ami d'Ozzy, qui le lui annonce. Ce renvoi est motivé par sa trop grande consommation d'alcool et de drogues. Pendant ses années avec Black Sabbath, Osbourne chante des textes écrits par Butler et lui-même. Il contribue aux plus grands succès du groupe, ceux qui sont désormais considérés comme des classiques par leurs inconditionnels. Au cours des années passées avec Black Sabbath, il rencontre et épouse Thelma dont il adopte le fils issu d'un premier mariage, Elliot Kingsley, en 1966. Ensemble ils ont ensuite Jessica Starshine Osbourne Hobbs (née le 20 janvier 1972) et Louis John Osbourne (1975),. Le mariage dure jusqu'en 1981. Ozzy Osbourne boit et se drogue de plus en plus et il finit par retrouver toutes ses affaires hors de sa maison. Il passe alors très peu de temps avec sa famille et le divorce est inévitable. Pour simplifier au maximum les démarches administratives, il laisse tous les biens matériels à son ex épouse et enfants.

### Sharon et carrière solo
Lorsqu'il quitte le groupe, Ozzy Osbourne sombre encore plus dans la drogue, se la faisant livrer à son appartement. Lorsque Sharon Arden, la fille du président du label de Black Sabbath, vient lui réclamer le paiement de dettes, elle décide de l'aider à se sortir de sa situation. Elle lui propose d'amener deux colombes en signe de liberté. Sous l'emprise de l'alcool, Ozzy se rend chez Sony Music et libère les deux oiseaux, l'un d'eux reste sur sa jambe : c'est alors qu'il le prend et lui arrache la tête avec les dents. Sony accepte d'intégrer Osbourne, et cette anecdote construit la légende ; il fera de même plus tard, le 20 janvier 1982 à Des Moines, dans l'Iowa, avec une chauve-souris lancée sur scène par un fan de 17 ans. Osbourne déclare avoir pris l'animal pour un jouet en plastique mais doit tout de même se faire vacciner contre la rage en urgence après le spectacle. Cet événement est d'ailleurs parodié dans un épisode de la série américaine South Park, dans lequel Osbourne, au cours d'un festival organisé dans la petite ville, arrache la tête de Kenny McCormick. D'après Ozzy Osbourne, la chauve-souris était vivante. Cependant Mark Neal, le fan qui a jeté l'animal sur la scène, assure que ce dernier était déjà mort.
Sur recommandation de sa maison de disques, Ozzy Osbourne recrute des musiciens de studio chevronnés pour enregistrer ses propres albums, parmi eux : Randy Rhoads de Quiet Riot à la guitare, Bob Daisley de Rainbow à la basse, et Lee Kerslake (ex-membre de Uriah Heep) à la batterie. Sharon Arden, la fille de son gérant Don Arden, devient sa manager et sa compagne. Ils se marient à Hawaï, au Tropic, le 4 juillet 1982 et auront deux filles, Aimee (née le 2 septembre 1983) et Kelly (27 octobre 1984), puis un garçon prénommé Jack (né le 8 novembre 1985). Ils adoptent ensuite Robert Marcato, un jeune orphelin. Le soir du mariage, qui coïncide avec les célébrations de la fête nationale américaine, Osbourne fait jouer un groupe traditionnel hawaïen. Déçu par leur prestation, il décide finalement de jouer avec son propre groupe en seconde partie de soirée. À l'issue des festivités, Sharon Arden rachète à son père le contrat de gestion le liant à Osbourne.
Depuis le début de sa carrière solo, plusieurs associations de parents américains réclament l'interdiction des tournées d'Osbourne, déclarant entre autres que ce dernier a « une mauvaise influence sur les adolescents » par l'imagerie démoniaque des décors et costumes de scène, et de l'héritage sulfureux de Black Sabbath, des messages subliminaux seraient également entendus dans ses chansons. Osbourne dément et affirme ne faire de la musique que pour le plaisir, tout en se disant satisfait si son travail « amène les adolescents à se rebeller un peu ». Randy Rhoads joue sur le premier album d'Osbourne, Blizzard of Ozz. Pour l'album suivant, Diary of a Madman, Daisley et Kerslake sont écartés pour être remplacés par Rudy Sarzo à la basse et Tommy Aldridge à la batterie. 1982 est une année difficile pour Osbourne : son guitariste, Randy Rhoads, perd la vie dans un accident d'avion : il n'a que 25 ans. Il est remplacé par Brad Gillis.

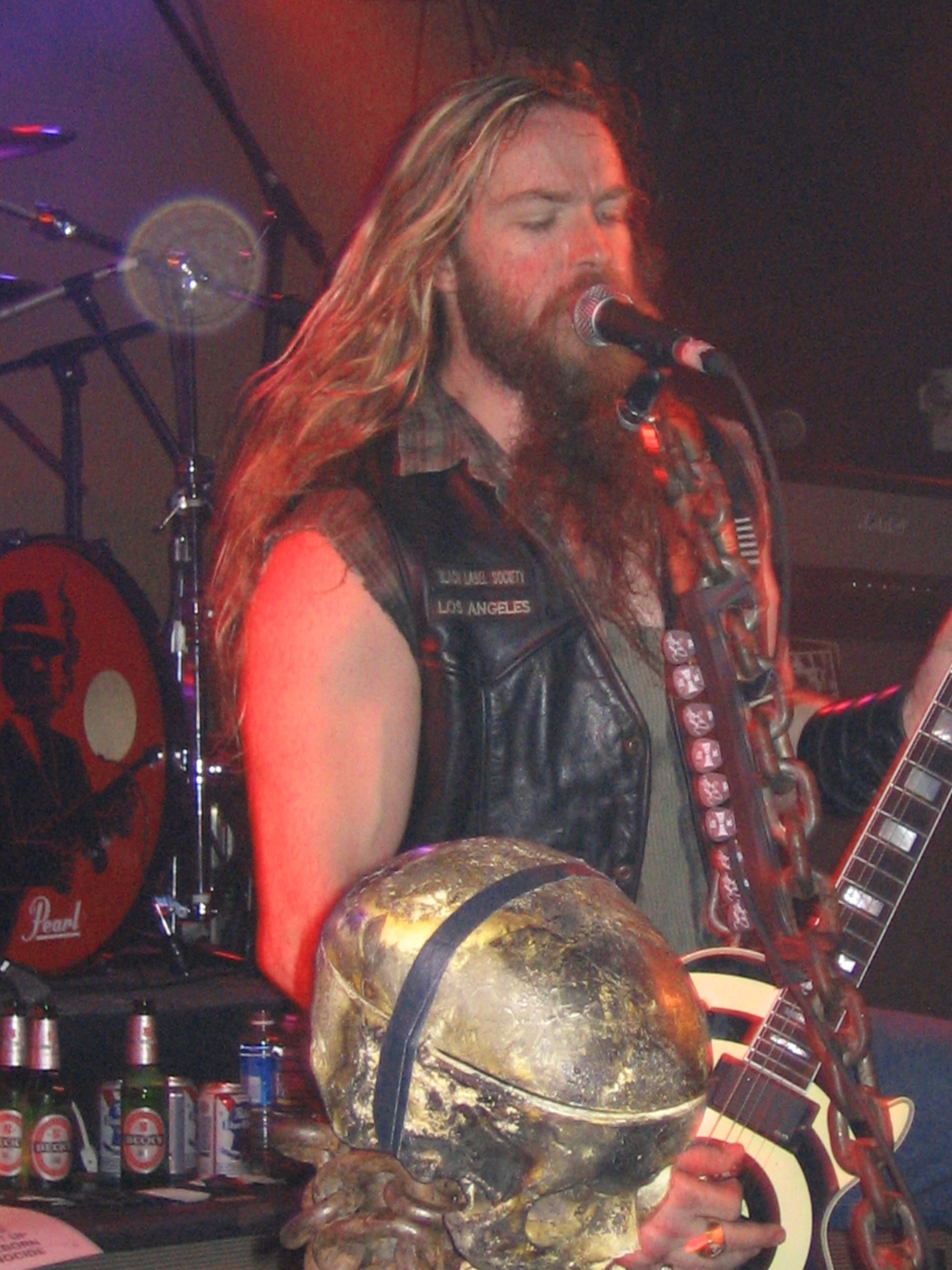
Zakk Wylde en 2005.

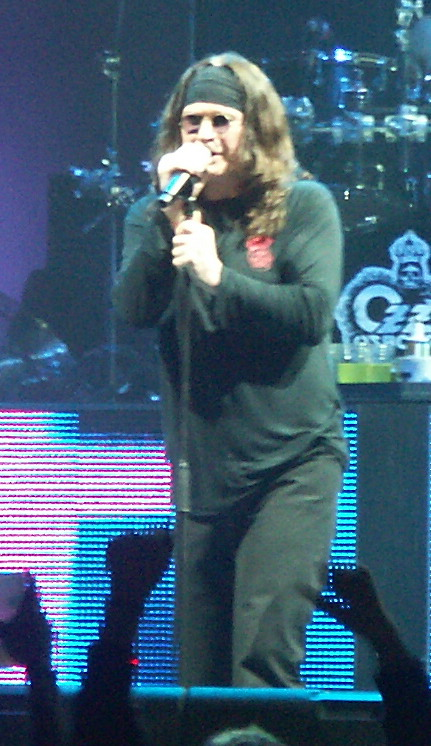
Ozzy Osbourne en 2007.

Ozzy Osbourne écrit la chanson Suicide Solution pour parler de l'abus d'alcool et en hommage à Bon Scott, le chanteur d'AC/DC, mort la même année par abus d'alcool. Dans les années 1980, un adolescent de Californie nommé John McCollum se suicide en écoutant un disque d'Ozzy Osbourne. Le shérif chargé de l'enquête trouve le cadavre du jeune homme près du disque alors que passe encore cette chanson. On s'aperçoit en outre que le jeune homme sortait de clinique, à la suite d'une dépression nerveuse. Ses parents accusent Osbourne de la mort de leur enfant et lancent une procédure judiciaire. Ils évoquent à nouveau la présence de messages subliminaux dans sa musique et plus particulièrement dans cette chanson. Dans ce cas précis, le message dirait « Attrape ce flingue, tire, tire, tire ». Osbourne clame à nouveau ne jamais avoir mis de message subliminal dans ses enregistrements, il est déclaré non coupable.
Avant la fin de l'année paraît un double album en concert contenant des classiques de Black Sabbath (Speak of the Devil). À la suite de la tournée, Sarzo et Gillis quittent Osbourne. Daisley revient et la guitare est assurée par Jake E. Lee. Après la sortie de Bark at the Moon en 1983, c'est au tour d'Aldridge de quitter le groupe et il est remplacé par le batteur de renom Carmine Appice. Cette association est de courte durée, Appice est remplacé par Randy Castillo tandis que Phil Soussan prend la relève à la basse. En 1986 sort l'album The Ultimate Sin, que la critique accueille froidement, le qualifiant de « pire album » réalisé par le chanteur. The Ultimate Sin est suivi, en 1987, par un album enregistré en concert et mettant en vedette feu Randy Rhoads (Tribute). Puis en 1988 No Rest for the Wicked, un album à nouveau froidement jugé par la critique de Rolling Stone qui lui accorde une étoile sur cinq. Daisley joue sur No Rest for the Wicked en 1988, mais il est remplacé par Geezer Butler pour la tournée subséquente. Sur cet album, on retrouve aussi le jeune guitariste Zakk Wylde de Jersey City au New Jersey, qui reste avec Osbourne les sept années suivantes.
En 1987, Ozzy Osbourne admet qu'à cause de son grave penchant pour les drogues, il a tiré des coups de feu sur ses chats : « Je prenais tellement de drogue que j'étais devenu fou, j'en suis venu à tirer sur nos chats. Nous en avions environ trente-quatre, et je suis allé tirer sur tous. Mon épouse m'a trouvé sous le piano dans un costume blanc, un fusil de chasse dans une main et un couteau dans l'autre. »
La fin des années 1980 est une période plutôt difficile pour Osbourne. Sharon l'aide à surmonter son problème d'alcool, bien qu'il ait tenté de l'étrangler un soir de beuverie, ait été emprisonné puis libéré quelque temps après. En mars 1989, Osbourne peut savourer un succès au top 10 grâce à un duo avec Lita Ford : Close My Eyes Forever.
En 1991 il réunit Zakk Wylde, Mike Inez et Randy Castillo pour l'album No More Tears. Il participe la même année au titre Therapy du groupe Infectious Grooves sur l'album The Plague That Makes Your Booty Move…It's the Infectious Grooves.
L'année suivante, Ozzy Osbourne annonce sa retraite de la scène et propose à Black Sabbath d'assurer sa première partie lors de ses deux derniers concerts à Costa Mesa ; il démarre le No More Tours, une longue tournée à la suite de la sortie de cet album, mais doit ralentir le rythme à la suite de multiples fractures à un pied. Il donne un concert pour la première fois à San Antonio au Texas depuis qu'il y avait été interdit de séjour, en février 1982, pour avoir uriné sur un monument historique, vêtu d'une robe (sa conjointe avait confisqué tous ses vêtements à l'hôtel afin qu'il ne sorte pas boire). Toujours en 1992, Osbourne et Black Sabbath sont introduits au Hollywood's Rock Walk of Fame le même jour.
Finalement, Ozzy Osbourne décide de ne pas se retirer et l'annonce avec la tournée Retirement Sucks (« La retraite, ça craint »). Deux ans plus tard, il travaille avec Therapy? pour enregistrer le morceau Iron Man pour l'album hommage à Black Sabbath Nativity in Black. Un nouvel album suit en 1995, Ozzmosis, avec Geezer Butler à la basse, Rick Wakeman au Mellotron sur Perry Mason et I just want you, Zakk Wylde à la guitare, Deen Castronovo à la batterie et avec l'aide de Steve Vai et Lemmy Kilmister pour les paroles. Cette même année, Ozzy Osbourne commence à utiliser de nouveaux supports de marchandisage : voitures de collection, boules de Noël, porte-clés, assiettes de porcelaine, affiches, etc.

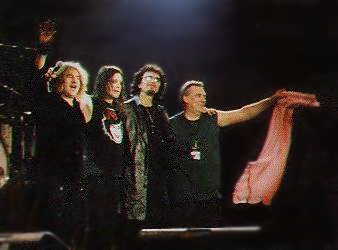
Black Sabbath avec Ozzy Osbourne (2e à gauche) en 1999.

En 1996, soit dix ans après la sortie de The Ultimate Sin, Ozzy et Sharon Osbourne décident de créer le festival de musique Ozzfest pour se venger du Lollapalooza, un festival de musique principalement indépendante qui refuse d'introduire Osbourne dans la programmation, le comparant à « un dinosaure à côté d'un chien ». Tout se passe bien pour la première édition du festival et ils décident de poursuivre l'aventure. Un an plus tard, Osbourne met sur le marché The Ozzman Cometh, compilation de ses plus grands succès avec des enregistrements inédits datant de Black Sabbath. Pour conclure la compilation, il décide de rentrer en studio pour réenregistrer quelques chansons de démonstration de Ozzmosis. Il incorpore la chanson Back on Earth. La sortie de cet album permet à Ozzy Osbourne et ses confrères de Black Sabbath de se réunir pour la nouvelle tournée Reunion, en 1998 et 1999. Toujours en 1999, Ozzy participe à l'album de Rick Wakeman, Return to the Centre of the Earth et chante sur le titre Buried alive.

### The Osbournes

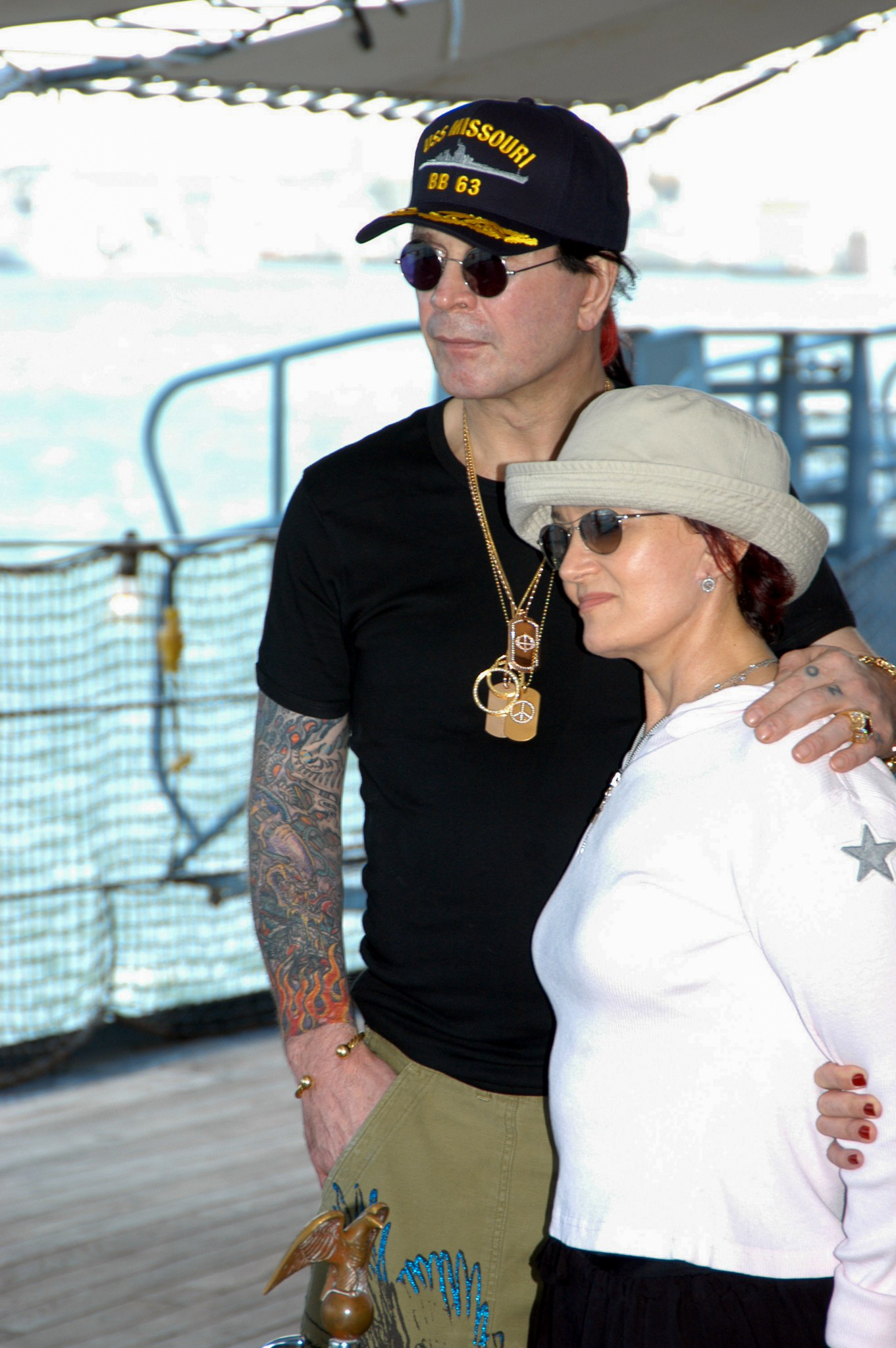
Ozzy Osbourne et Sharon Osbourne en 2004.

Après six ans d'inactivité Ozzy Osbourne sort en 2001 Down to Earth. La même année, MTV démarre une série de téléréalité basée sur sa vie quotidienne et celle de ses proches, The Osbournes. Une équipe de tournage suit Ozzy et sa famille dans « leur vie de tous les jours », bien qu'il apparaisse, à la fin de la seconde saison de The Osbournes, que le scénario est préparé à l'avance. The Osbournes confère la célébrité à son épouse Sharon ainsi qu'à leurs enfants, Jack et Kelly (Aimee refuse quant à elle de participer). La série devient le plus gros succès de l'histoire de MTV et pousse plusieurs autres artistes à tenter la même expérience avec plus ou moins de succès.
Toujours en 2002, Ozzy et son épouse Sharon sont invités à dîner à la Maison Blanche en présence du Président des États-Unis. George W. Bush dit avoir apprécié sa rencontre avec le musicien, au cours de laquelle il lui aurait déclaré : « Ozzy, maman aime votre musique. » Cette année est riche en événements pour Osbourne et sa famille : La première de The Osbournes est présentée le 5 mars 2002 ; le dernier épisode est diffusé le 21 mars 2005. Ozzy Osbourne réalise l'album Live at Budokan, enregistré au Budokan Hall au Japon, et fait paraître un DVD pour accompagner le CD. Sur le DVD se trouve un épisode inédit des Osbournes tourné au Japon. Enfin, cette même année, l'étoile d'Ozzy est ajoutée au Hollywood Walk of Fame. Il montre les symptômes d'une perte d'audition lente, comme on a pu le constater dans l'émission The Osbournes, au cours de laquelle il fait souvent répéter leurs phrases aux membres de sa famille. En 2003, il lance un double album intitulé The Essential Ozzy Osbourne qui comprend quelques-uns de ses plus grands succès, de Blizzard of Ozz à Down to Earth. Les titres issus de l'album The Ultimate Sin sont mis de côté pour cette compilation ; la presse spécialisée l'accueille négativement,. Au cours de cette même année, un membre du conseil municipal de Birmingham fait campagne pour lui offrir une journée de commémoration de la part de sa ville natale. Deux ans plus tard sort un coffret rétrospectif de sa carrière, Prince of Darkness. Il comprend quatre CD. Le premier et le deuxième contiennent des chansons enregistrées en tournée, en studio et des démos. Le troisième, des duos oubliés et pour terminer, sur le quatrième CD, des reprises de ses chansons préférées. Plus tard dans l'année sort Under Cover pour commémorer ses quarante ans de carrière. L'album est constitué des chansons du quatrième CD de Prince of Darkness. Quatre titres sont ajoutés : Rocky Mountain Way, Go Now, Woman et Sunshine of Your Love, et une chanson est oubliée, un duo avec Kelly Osbourne intitulé Changes.

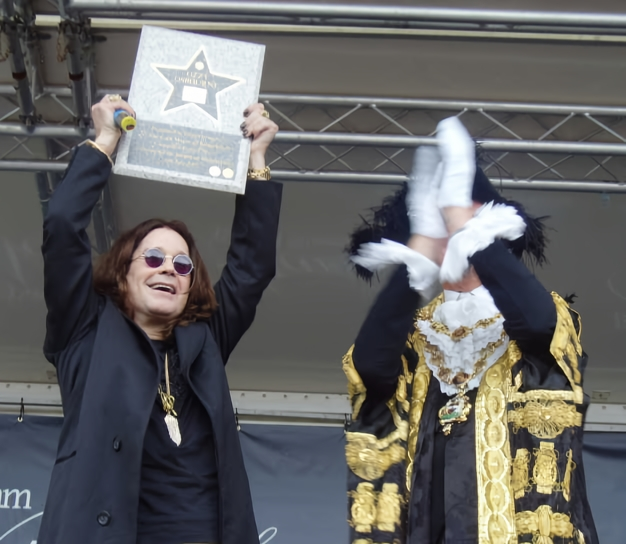
Ozzy Osbourne à Birmingham lors de la remise de son étoile.

En mai 2005, Ozzy éprouve des tremblements. Ceux-ci ne sont pas liés à ses abus continus de drogues, il s'agit d'un syndrome parkinsonien non-évolutif (son état ne devrait pas s'aggraver avec le temps), aux symptômes très semblables à ceux de la maladie de Parkinson,. L'année 2007 marque le retour d'Ozzy Osbourne avec Black Rain, album qui se classe 3e meilleure vente au magazine Billboard et qui est vendu à 150 000 exemplaires la première semaine de sa sortie. Cet album est son plus grand succès aux classements des ventes depuis le début de sa carrière. Il bat ses confrères Megadeth avec United Abominations et Iron Maiden avec A Matter of Life and Death. Ozzy Osbourne sera également la toute première personne à recevoir une étoile sur l'« allée des étoiles » de Birmingham sa ville natale. Toujours dans le registre des récompenses, Ozzy est honoré d'un prix au cours de la deuxième édition des VH1 Rock Honors 2007. Il interprète pour l'occasion I Don't Wanna Stop, Bark at the Moon et Crazy Train. Au mois d'août 2007, Ozzy Osbourne fait la couverture du magazine Brave Words and Bloody Knuckles.
Le 20 février 2008, il anime la cérémonie de remise des Brit Awards avec son épouse Sharon. Le tabloïd anglais Daily Star répand une rumeur selon laquelle il se serait évanoui à plusieurs reprises avant le spectacle, et impute ces incidents au stress et à un mauvais état de santé. Il fait néanmoins quelques apparitions au cours de la soirée, Sharon assurant la majeure partie du spectacle. Fin juin 2008 on apprend que cette rumeur était infondée ; Ozzy Osbourne attaque le quotidien pour diffamation et gagne des dommages-intérêts qu'il reverse à l'association caritative de son épouse. À la même période, Ozzy participe à une publicité pour le jeu vidéo en réseau World of Warcraft. Il apparaît dans le jeu vidéo Guitar Hero: World Tour comme personnage jouable avec deux de ses musiques : Mr. Crowley et Crazy Train. La chanson Bark at the Moon apparaît déjà dans le premier Guitar Hero puis dans le Best-of Guitar Hero Hits. Il apparait également dans le jeu vidéo Brütal Legend, dans lequel il est le « gardien du garage de metal. »
En juillet 2009, Ozzy Osbourne annonce être à la recherche d'un nouveau guitariste en remplacement de Zakk Wylde, avec qui il collabore depuis 1988. Selon Ozzy, il aimerait que John 5, actuel guitariste de Rob Zombie et ex-guitariste de Marilyn Manson à cette période, collabore avec lui et soit son nouveau guitariste, expliquant qu'il trouvait que ses derniers albums sonnaient comme Black Label Society, le groupe de Zakk Wylde. Le 21 août 2009, on apprend que le nouveau guitariste de Ozzy s'appelle Gus G., de son vrai nom Kostas Karamitroudis, guitariste du groupe de metal grec Firewind. Le chanteur fait le concert de clôture de la BlizzCon 2009, qui s'est tenue les 21 et 22 août au Convention Center d’Anaheim, en Californie. Cet événement est organisé chaque année par Blizzard Entertainment, le créateur des célèbres jeux vidéo Warcraft, World of Warcraft, Starcraft, et Diablo.
Le 1er octobre 2009 sort au Royaume-Uni l'autobiographie d'Ozzy Osbourne intitulée I Am Ozzy, qui devait au départ paraître deux ans auparavant. Ozzy est ensuite présent dans différentes villes britanniques pour des sessions de signatures de son livre. En décembre, Osbourne annonce la sortie de son prochain album initialement nommé Soul Sucka avec Gus G, Tommy Clufetos à la batterie, et Blasko à la basse Une vague de réactions négatives s'ensuit, les fans critiquant le titre de l'album. Le 29 mars, Ozzy décide, par respect pour l'opinion de ses fans, d'intituler l'album Scream.

### Années 2010

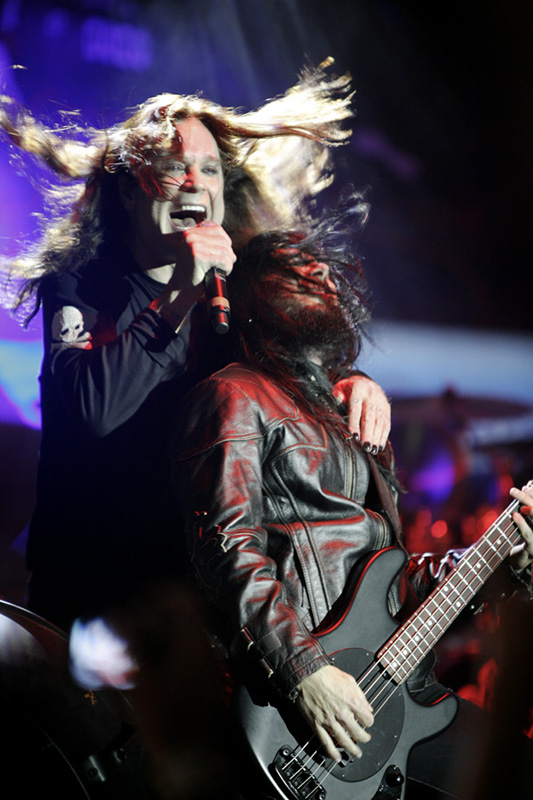
Ozzy Osbourne sur scène avec Blasko en 2013.

Le 13 avril 2010, Ozzy Osbourne annonce que la date de sortie de Scream est prévue pour le 15 juin 2010. La date de sortie sera plus tard repoussée d'une semaine. Le single Let Me Hear You Scream, issu de l'album, est entendu pour la première fois le 14 avril 2010 lors de la diffusion d'un épisode des Experts : Manhattan. Le titre restera 8 semaines dans le classement Billboard Rock Songs, culminant à la 7e place. Le 9 aout 2010, Osbourne annonce que le second single issu de l'album sera Life Won't Wait et que le clip vidéo de la chanson sera réalisé par son fils Jack. Interrogé sur son opinion sur Scream dans une interview, Osbourne annonce qu'il est « déjà en train de penser à son prochain album ». Le batteur actuel de Ozzy, Tommy Clufetos, partage également ce sentiment, déclarant : « Nous sommes déjà en train de trouver de nouvelles idées en backstage, dans les chambres d'hôtel et durant les balances, et nous avons déjà pas mal d'idées enregistrées. »
Ozzy Osbourne est l'une des nombreuses stars (avec Dave Grohl, Iggy Pop, Lemmy de Motörhead, Alice Cooper, Chris Cornell, Fergie de Black Eyed Peas, etc.) qui chante sur l'album Slash, l'album solo de Slash, l'ancien guitariste de Guns N'Roses, qui sort en avril 2010. Le morceau en question s'intitule Crucify the Dead. D'après Marc Canter qui a pu entendre la chanson, Ozzy sonnerait « comme en 1972 » sur ce nouveau morceau. Le morceau est d'ailleurs mis en ligne par le site Amazon le 23 mars 2010. La même année, la société américaine Knome décide de transcrire la totalité du génome d'Ozzy Osbourne pour essayer de comprendre comment une personne vivant dans l'excès (alcool, drogue, etc.) depuis plus de 40 ans peut encore être en bonne santé. Ce travail coûtera 27 000 livres sterling (soit environ 32 500 euros) et prendra à peu près trois mois. À terme, la société espère pouvoir déterminer les raisons qui font que certaines personnes sont plus vulnérables que d'autres aux différentes formes d'abus.
Ozzy Osbourne est l'une des têtes d'affiches du Hellfest à Clisson (France) en juin 2011. Le 11 novembre 2011, Ozzy Osbourne participe à la réunification des premiers membres de Black Sabbath et se lance dans une tournée mondiale, qui n'a malheureusement pas eu lieu à cause des problèmes de santé de Tony Iommi. La même année sort God Bless Ozzy Osbourne, un documentaire retraçant l'ensemble de sa carrière de son enfance à aujourd'hui, entrecoupé d'interventions de proches et d'amis d'Ozzy, l'artiste désormais sobre porte un regard critique sur ses frasques passées et sa carrière. Le film produit par son fils Jack Osbourne est présenté le 23 avril 2011 au Festival du film de Tribeca. Ozzy était présent en 2012 au Hellfest avec des invités comme Geezer Butler, Slash et Zakk Wylde en remplacement de Black Sabbath, dont le guitariste Tony Iommi est diagnostiqué pour un lymphome; le projet s'appelle Ozzy & Friends. En juin 2013, sort l'album 13 célébrant la 45e année d'existence de Black Sabbath et remporte un Grammy Award. En octobre 2014, Osbourne sort Memoirs of a Madman, une compilation célébrant l'ensemble de sa carrière solo. La version CD contient 17 singles issus de ses divers albums. La version DVD contient des clips, des lives et des interviews.
En aout 2015, Sylvia Rhone, présidente d'Epic Records, confirme auprès de Billboard que Osbourne travaillerait sur un nouvel album studio,,, ; en septembre 2019, Osbourne annonce avoir terminé son album en quatre semaines à la suite de sa collaboration avec Post Malone,. En avril 2017, il est annoncé que le guitariste Zakk Wylde rejoindra Osbourne pour une tournée estivale marquant le 30e anniversaire de leur première collaboration en 1988 sur l'album No Rest for the Wicked La première date de la tournée a lieu le 14 juillet au Rock USA Festival à Oshkosh, Wisconsin.
Le 6 novembre 2017, Ozzy Osbourne est annoncé en tant que tête d'affiche du Download Festival 2018 au Donington Park dans le Leicestershire, Angleterre. Bien qu'ayant de nombreuses fois foulé la scène principale en tant que leader de Black Sabbath, c'est sa toute première prestation solo en tant que tête d'affiche du festival. Il est également l'une des têtes d'affiches du Download Festival France à la base aérienne 217 de Brétigny-sur-Orge le vendredi 15 juin 2018.
Le 6 février 2018, Ozzy Osbourne annonce le début de sa tournée d'adieu nommée No More Tours II, en référence à sa tournée de 1992 du même nom qui était censé être sa dernière, le groupe Stone Sour assurant les premières parties des dates Nord-Américaines. Il insistera plus tard sur le fait qu'il ne prend pas sa retraite pour autant : « C'est No More Tours : cela signifie que je ne ferai plus de tournées mondiales. Je continuerai à faire des concerts, mais je ne m'embarquerai plus dans des tournées de six mois. J'ai envie de passer du temps chez moi. »
Le 6 septembre 2019, Ozzy Osbourne est invité sur la chanson Take What You Want de Post Malone. La chanson atteint la 8e place du Billboard Hot 100, marquant la première entrée de Osbourne dans le Top 10 single US en 30 ans depuis sa collaboration avec Lita Ford sur Close My Eyes Forever. Le 24 novembre, Post Malone invite Ozzy sur la scène des American Music Awards 2019 pour y interpréter Take What You Want en duo.

### Fin de carrière et mort
Ozzy Osbourne annonce en janvier 2020 être atteint de la maladie de Parkinson.
Le 21 février 2020, il sort son premier album solo depuis 10 ans, Ordinary Man, ce dernier reçoit de nombreuses critiques positives de la presse et se classe 3e des ventes d'albums au Royaume-Uni,. Quelques jours après sa sortie, Ozzy Osbourne confie à IHeartRadio son souhait de faire un nouvel album avec Andrew Watt, producteur et guitariste sur Ordinary Man,. Une semaine après la sortie de l'album, Legend of Ozzy, un jeu vidéo en 8-bit dédié à Ozzy Osbourne sort. En juillet 2020, son épouse Sharon annonce qu'Ozzy Osbourne commence à travailler sur son prochain album, toujours avec Andrew Watt. En novembre 2021, Sony annonce que l'album sortira dans les 6 mois; il est également annoncé que Zakk Wylde sera pleinement impliqué dans sa création. Le 21 octobre 2021, il est révélé qu'un biopic centré sur la relation entre Ozzy et Sharon serait en production,.
Le 27 décembre 2021, Ozzy Osbourne dévoile sa collection de NFT CryptoBatz en collaboration avec le studio Sutter Systems,.
Le 9 septembre 2022, Ozzy Osbourne sort son treizième album studio intitulé Patient Number 9 ; il y est entouré de musiciens tels que Tony Iommi, Zakk Wylde, Jeff Beck et Eric Clapton à la guitare, Robert Trujillo et Duff McKagan à la basse, et Taylor Hawkins et Chad Smith à la batterie entre autres, ainsi que d'un orchestre de 19 musiciens aux violons et violoncelles. L'album est produit par Andrew Watt et sort sur Epic Records.
Le 2 février 2023, il finit par annuler les dates restantes de sa dernière tournée, en raison de ses ennuis de santé.
En janvier 2024, il annonce vouloir donner le dernier concert de sa carrière à Birmingham, confirmant ainsi son retrait de la scène. Le concert nommé Back to the Beginning a lieu à Birmingham le 5 juillet 2025 avec entre autres : Gojira, Anthrax, Tool, Slayer, Guns N' Roses et Metallica avant les prestations d'Ozzy Osbourne et de Black Sabbath en formation initiale.
Ozzy Osbourne meurt dans la matinée du 22 juillet 2025 à l'âge de 76 ans « entouré par sa famille » chez lui à Jordans (Buckinghamshire), des suites de sa maladie,. Il est inhumé dans le terrain de Welders House le 31 juillet.

## Style musical
Le chant d'Ozzy Osbourne, dès les débuts, est très caractéristique et a une touche singulière généralement reconnaissable. Si beaucoup de chanteurs de heavy metal ont recours au chant crié, le chant d’Ozzy Osbourne au contraire préserve le chant clair. Cependant, il se caractérise par un timbre souvent geignard, nasillard et monotone, qui renforce parfois l’expression de la folie et de la désolation dans ses chansons. Osbourne tire souvent sur ses cordes vocales pour en sortir une sonorité aigre un peu plus poussée que d’autres chanteurs plus conventionnels. Son chant se caractérise aussi parfois par l’emploi d’intonations dramatiques comme dans la chanson Black Sabbath.
Les performances vocales d'Ozzy ne sont pas basées sur des techniques standards enseignées, elles s'appuient sur une approche plus instinctive. Elles ne s'appuient pas non plus sur une haute virtuosité technique mais se concentrent plus sur l'aspect expressif de la musique : « Je ne peux pas vous dire comment je chante, il n’y a pas de manuel. Ça sort tout simplement. Je ne suis pas un de ces gars comme Rob Halford ou Glenn Hughes qui peuvent faire toutes ces choses incroyables, mais je suis content de ce que j’ai fait avec Black Sabbath, parce que cela marchait vraiment. Je sais que beaucoup de gens n’aiment pas ma voix, mais je pense qu’elle est unique, vous voyez ? » À propos du chant d'Ozzy, Rob Halford le chanteur de Judas Priest remarquait aussi : « Ozzy a une voix. Cela peut avoir l’air d’une remarque banale, mais ce que je veux dire par là, c’est que personne ne peut ressembler à Ozzy. Je ne pense pas que quelqu’un puisse jamais sonner comme Ozzy. Avec des chanteurs, vous pouvez avoir une portée vocale des plus larges, mais si votre constitution biologique a ce petit truc spécial, alors vous avez une voix unique. Et c’est ce qu’Ozzy possède. J’adore les premiers albums de Sabbath. C’est sur ça que j’ai grandi et c’est ce que je continue à écouter aujourd’hui. J’adore ces albums en tant que fan de heavy metal, mais je les adore aussi pour les parties vocales d’Ozzy. »

## Fortune personnelle
Selon le magazine The Sunday Times, le couple Ozzy et Sharon Osbourne est l'un des plus riches du Royaume-Uni. Classé au 458e rang de la liste établie en 2005, avec une fortune estimée à cent millions de livres sterling, gagnés avec les enregistrements d'Ozzy et les émissions de télévision. Il est mieux classé que la plupart des musiciens et groupes britanniques à succès comme Rod Stewart, George Michael, Robbie Williams, Pink Floyd, Led Zeppelin, et Queen. Le 29 juin 2003, le magazine économique américain Forbes classe Ozzy Osbourne 12e personnalité médiatique la plus influente.

## Distinctions et hommages

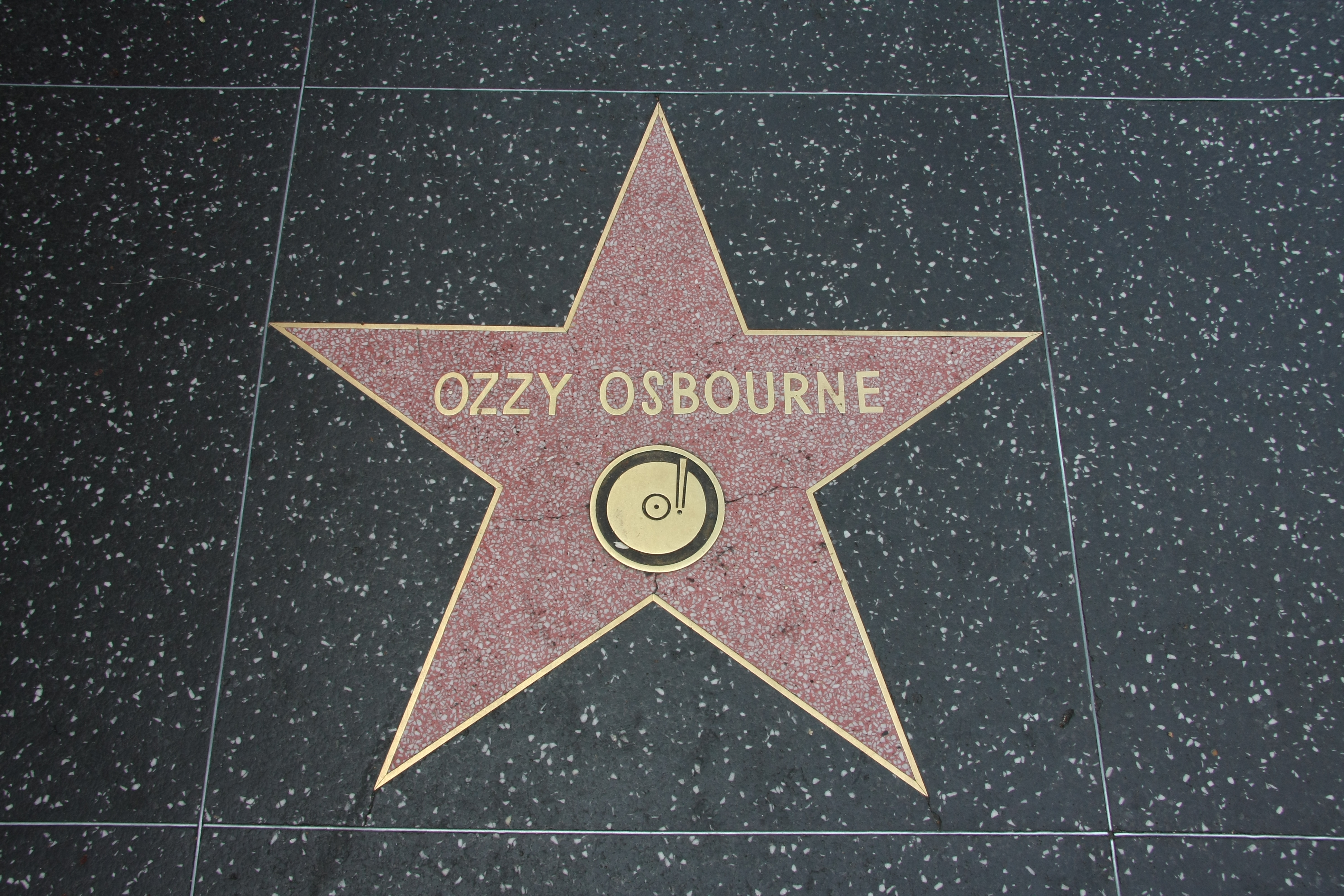
Étoile d'Ozzy Osbourne sur le Hollywood Walk of Fame.

Ozzy Osbourne est, à de nombreuses reprises, récompensé pour ses contributions pour la communauté musicale. En 1994, il remporte un Grammy Award pour le titre I Don't Want to Change the World de l'album Live and Loud dans la catégorie de « Meilleure prestation metal » en 1994. Aux NME Awards de 2014 à Londres, Osbourne remporte le prix de Godlike Genius. En 2005, Osbourne intègre le UK Music Hall of Fame en tant que musicien solo et membre du groupe Black Sabbath. En 2006, il intègre le US Rock and Roll Hall of Fame aux côtés de ses compagnons de Black Sabbath Tony Iommi, Bill Ward, et Geezer Butler.

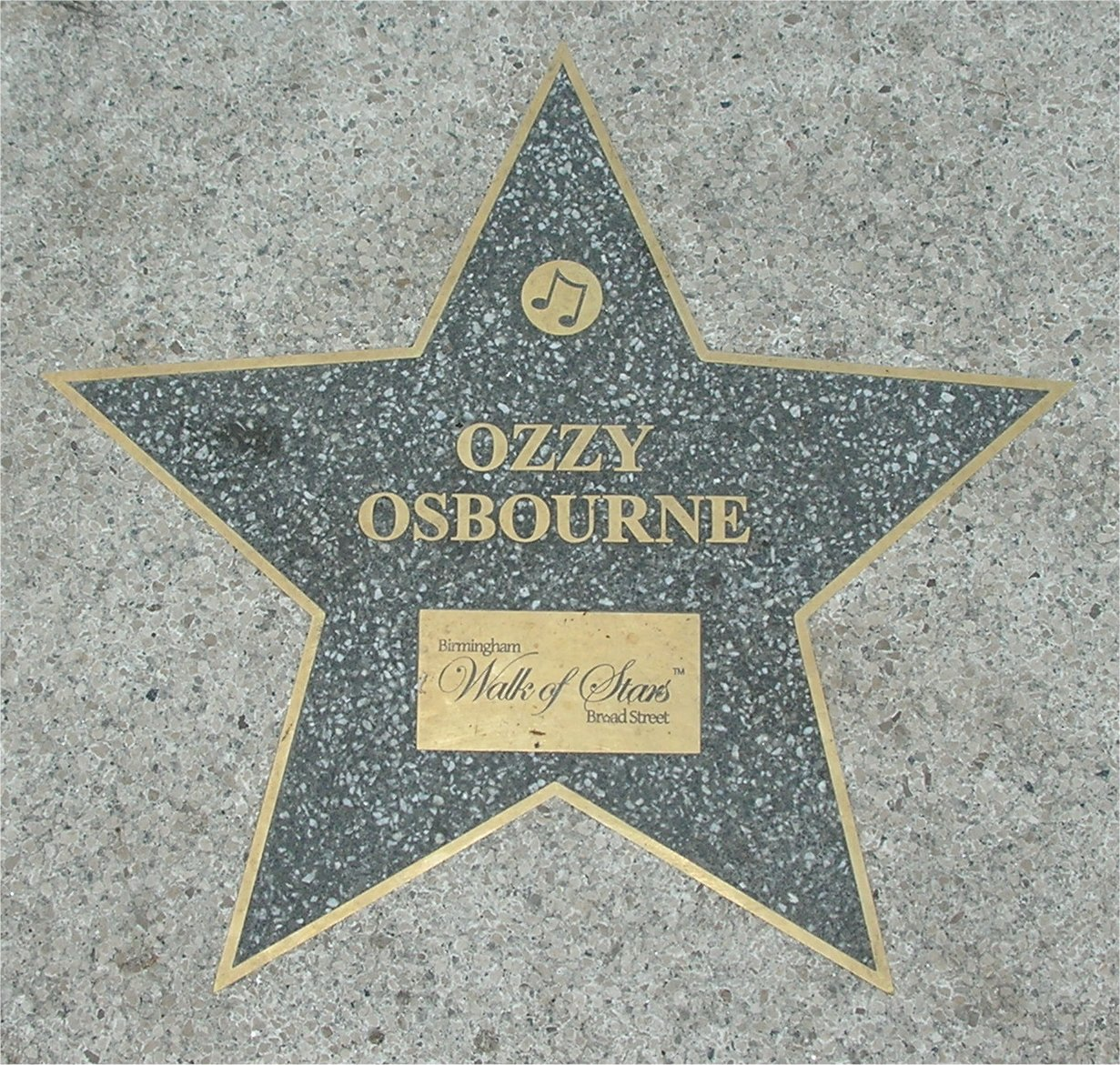
Étoile d'Ozzy Osbourne sur le Birmingham Walk of Stars.

Le 12 avril 2002, Ozzy Osbourne reçoit son étoile sur le Hollywood Walk of Fame. En 2007, il est honoré aux VH1 Rock Honors, en parallèle aux groupes Genesis, Heart et ZZ Top. Cette même année, une étoile de bronze honorant Osbourne est placée sur le trottoir Broad Street à Birmingham, Angleterre. Le 18 mai, Ozzy Osbourne apprend qu'il sera le premier à être reçu aux Birmingham Walk of Stars. En 2008, Osbourne est couronné du prestigieux prix Living Legend au Classic Rock Roll of Honor. En 2010, Ozzy Osbourne est honoré d'un Literary Achievement pour son mémoire, I Am Ozzy, aux Guys Choice Awards, aux Sony Pictures Studio à Culver City, Californie. Sir Ben Kingsley lui attribue le prix en personne à Osbourne. L'ouvrage débute à la deuxième place de la liste des best-sellers non-fictifs du New York Times. Osbourne est également aux 6e, 10e et 11e éditions des Independent Music Awards,.
En mai 2015, Ozzy Osbourne reçoit le Ivor Novello Award for Lifetime Achievement de l'Académie britannique des auteurs-compositeurs, lors d'une cérémonie tenue au Grosvenor House Hotel à Londres. En 2016, un tramway est nommé en son honneur dans sa ville natale de Birmingham.
Le 6 avril 2021, Ozzy Osbourne est introduit dans la section des célébrités du WWE Hall of Fame pour ses nombreuses apparitions, notamment au WrestleMania 2 en 1986.

## Projets notables

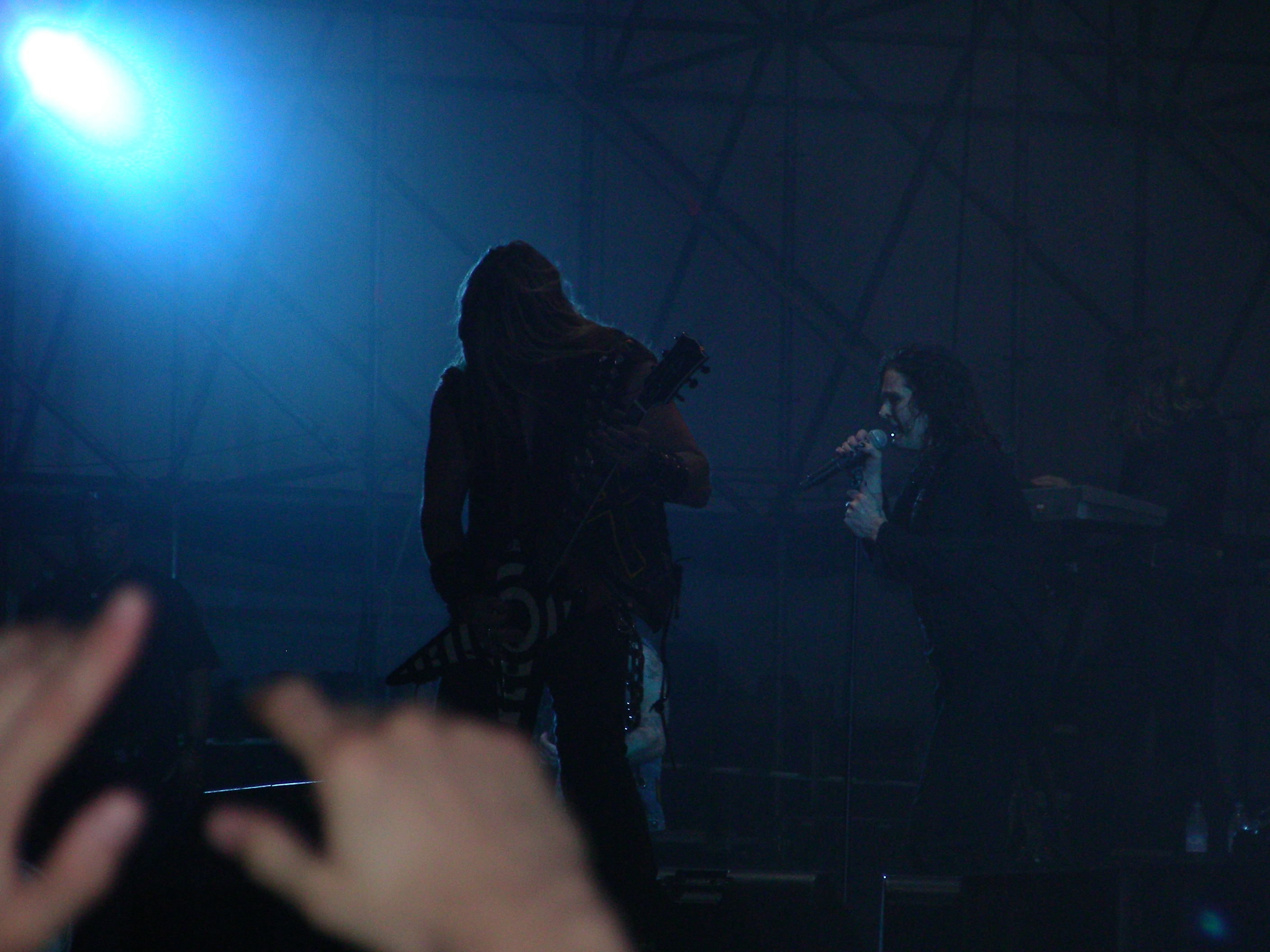
Ozzy et Zakk Wylde en 2007.

En 1993, Ozzy Osbourne devait réaliser un album avec Steve Vai, X-Ray. En 2001, un projet vidéoludique appelé Black Sky ou Savage Sky est annulé. En 2006, Ozzy Osbourne annonce la réalisation d'une comédie musicale intitulée Rasputin. Aucune information supplémentaire n'est donnée depuis.
Wreckage of my Past est le nom d'un film documentaire sur Osbourne initialement prévu au cinéma pour 2010. Une bande-annonce est disponible depuis 2009 sur le site officiel du film. Selon celle-ci, « un Ozzy sobre (…) porte un regard sur sa vie de succès inégalés, de maladie mal diagnostiquée, de peurs non révélées, et de dépendance récurrente aux drogues et à l'alcool » Le film, produit par la maison de production de son fils, Jack Osbourne, Jacko Productions, est financé entièrement par Sharon et Jack. Le film sort finalement en 2011 sous le nom de God Bless Ozzy Osbourne, la première du film eu lieu au Festival du film de Tribeca à New-York le 23 avril 2011.
En 2023, Sharon Osbourne prépare un musée interactif à la gloire de son époux dans sa ville natale de Birmingham.

## Concerts

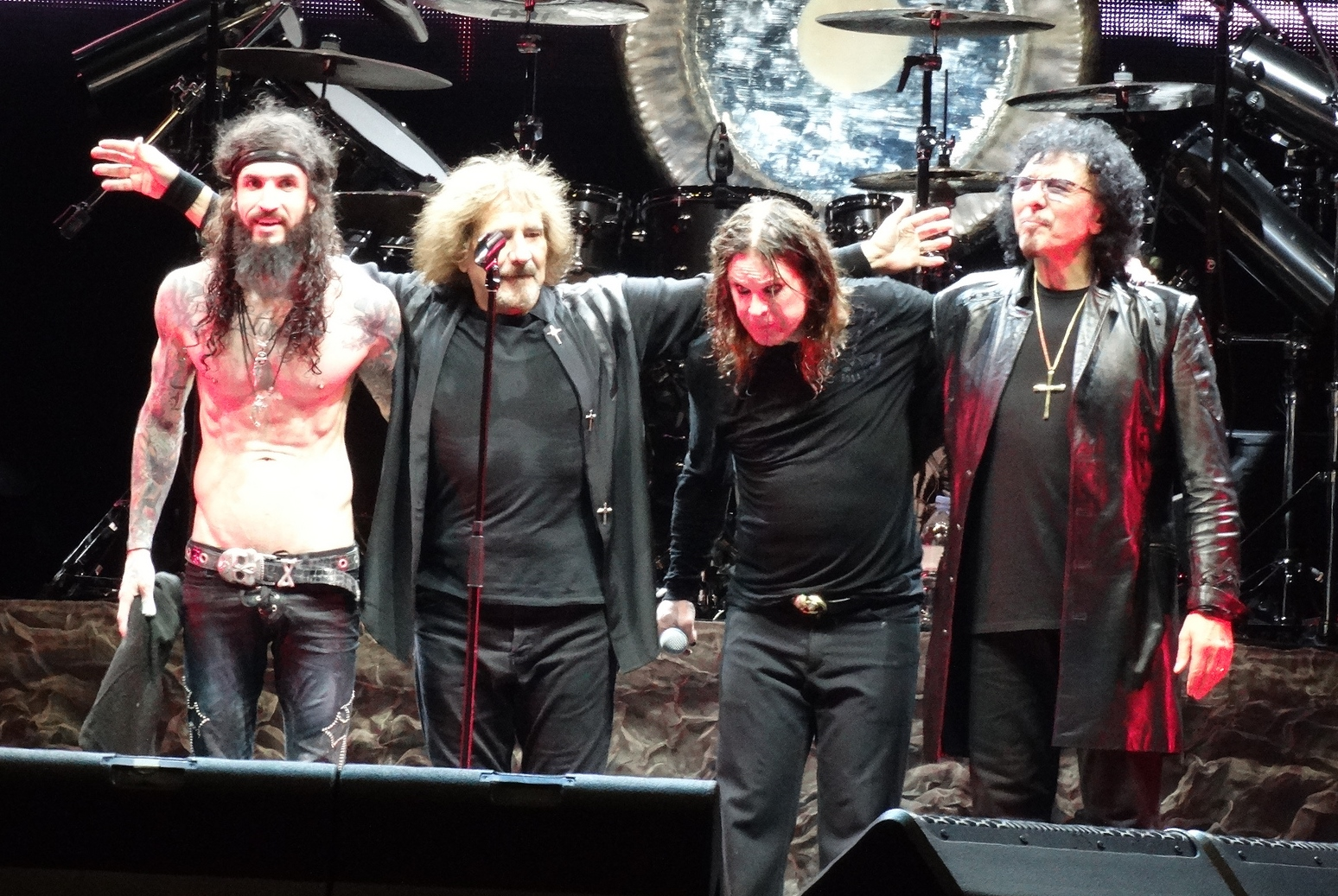
Black Sabbath au Brésil en 2013.

Depuis plusieurs années, les performances scéniques d'Ozzy Osbourne suivent un schéma bien établi. Les concerts s'ouvrent sur une projection vidéo qui caricature plusieurs émissions ou films à succès tels que Les Soprano, Pirates des Caraïbes. Un enregistrement de Carmina Burana est ensuite joué et Osbourne entre en scène. Sont également prévus des seaux d'eau et un canon à eau ou à mousse pour arroser le public. Quelques prompteurs sont disposés devant le chanteur hors du champ de vision du public pour lui permettre de suivre les paroles des chansons en cas d'oubli. Nombre de chansons régulièrement interprétées par Osbourne sur scène datent de l'ère Black Sabbath. À l'issue de la liste de morceaux prévus, il revient pour un rappel d'au moins deux chansons puis le spectacle se termine.
Pendant la tournée de 1983 Bark at the Moon, la première partie est assurée par Mötley Crüe pour promouvoir leur deuxième album Shout at the Devil. Durant la tournée de The Ultimate Sin, on retrouve Metallica en ouverture. En 2007, la première partie de ses spectacles est prise en charge par le groupe Black Label Society, puis en 2008, par In this Moment et Rob Zombie. Rob Halford, ex-chanteur de Judas Priest, assure la première partie de la tournée du dernier album Scream. À l'occasion de l'Ozzfest, Ozzy Osbourne a tourné avec des groupes comme Alice in Chains et Korn.

## Accueil
À leur sortie, les albums successifs d'Osbourne ont régulièrement reçu des critiques négatives. Par exemple, en 1986 lors de la sortie de The Ultimate Sin, le public accueillera froidement le nouvel opus et le magazine Rolling Stone ne lui accorde pas une seule étoile, le critique se contentant de se dire « favorable ». En 1988, No Rest for the Wicked sera lui aussi mal reçu, récoltant une étoile sur les cinq que compte l'échelle Rolling Stone. Il y a toutefois quelques exceptions dans la discographie d'Osbourne, par exemple No More Tears qui récolte quatre étoiles sur cinq sur le site AllMusic. En 2007, son album Black Rain est globalement bien critiqué ; il reçoit par exemple huit étoiles sur dix dans Metal Hammer Magazine. La réception critique positive de cet album étonne certains fans qui, pour leur part, regrettent qu'Ozzy Osbourne se soit éloigné de son style habituel.

## Discographie

### En solo
- 1980 : Blizzard of Ozz
- 1981 : Diary of a Madman
- 1983 : Bark at the Moon
- 1986 : The Ultimate Sin
- 1988 : No Rest for the Wicked
- 1991 : No More Tears
- 1995 : Ozzmosis
- 2001 : Down to Earth
- 2005 : Under Cover
- 2007 : Black Rain
- 2010 : Scream
- 2020 : Ordinary Man
- 2022 : Patient Number 9

### Black Sabbath
- 1970 : Black Sabbath
- 1970 : Paranoid
- 1971 : Master of Reality
- 1972 : Vol. 4
- 1973 : Sabbath Bloody Sabbath
- 1975 : Sabotage
- 1976 : Technical Ecstasy
- 1978 : Never Say Die!
- 2013 : 13

### Earth
- 2011 : Coming Of The Heavy Lords de Earth / Flying Hat Band - Cet album contient 3 pièces du groupe Earth, The Rebel, When I Came Dowm et Early One Morning et 1 de Black Sabbath, Blue Suede Shoes ainsi que 4 pièces du groupe Flying Hat Band. Label : Acid Nightmare Records ANM003
- 2014 : The Rebel - Cet album contient 5 pièces de Earth, The Rebel, When I Came Down, Early One Morning, Thomas Jam cette pièce étrangement s'est faite sans Ozzy mais avec Jimmy Simpson au saxophone et finalement The Unknown. 1 de Black Sabbath, Blue Suede Shoes, ainsi qu'une pièce de Magic Lanterns avec Ozzy Osbourne au chant I Don't Wanna Go To Sleep Again enregistrée en 1968 et 1 de Chris Sedgwick, Please Don't Let Me Be Misunderstood avec Ozzy aux chœurs enregistrée en 1975.

### Participations
- 1975 : Please Don't Let Me Be Misunderstood de Chris Sedgwick - Ozzy Osbourne aux refrains.
- 1991 : The Plague That Makes Your Booty Move… It's The Infectious Grooves de Infectious Groove sur le titre Therapy - Ozzy Osbourne aux chœurs.
- 1999 : Return to the Centre of the Earth de Rick Wakeman - Ozzy Osbourne chante sur Buried Alive.
- 1999 : Chamber Music de Coal Chamber. - Ozzy Osbourne chante sur Shock The Monkey, reprise de la chanson de Peter Gabriel.
- 2019 : Hollywood's Bleeding de Post Malone - Ozzy Osbourne chante sur Take What You Want.

### Tournées
- Blizzard of Ozz Tour (1980–1981)
- Diary of a Madman Tour (1981–1982)
- Speak of the Devil Tour (1982–1983)
- Bark at the Moon Tour (1983–1985)
- The Ultimate Sin Tour (1986)
- No Rest for the Wicked Tour (1988–1989)
- Theatre of Madness Tour (1991–1992)
- No More Tours Tour (1992)
- Retirement Sucks Tour (1995–1996)
- The Ozzman Cometh Tour (1998)
- Merry Mayhem Tour (2001)
- Down to Earth Tour (2002)
- Black Rain Tour (2008)
- Scream World Tour (2010–2011)
- Ozzy and Friends Tour (2012)
- No More Tours II (2018)

### Réédition
Les albums solo d'Ozzy Osbourne sont remasterisés en août 1995. Cependant, à la suite d'une plainte d'anciens membres du groupe (Bob Daisley et Lee Kerslake), déclarant ne pas avoir été payés après les enregistrements, le catalogue d'Ozzy Osbourne est à nouveau remasterisé et remixé à la fin d'automne 2001. Cette fois, les partitions de la basse et de la batterie sur les albums Blizzard of Ozz et Diary of a Madman sont réenregistrées entièrement par le bassiste Robert Trujillo et le batteur Mike Bordin. Robert et Mike jouent également sur l'album Down to Earth d'Ozzy Osbourne. On apprend en 2001 que les albums Speak of the Devil, Just Say Ozzy, Live and Loud et The Ultimate Sin sont supprimés du catalogue musical d'Ozzy,. En 2007, au Japon, sortent des remasterisations des douze premiers albums d'Ozzy Osbourne, de Blizzard of Ozz à Down to Earth. Ils sont disponibles en coffret ou individuellement.

## Filmographie
- Trick or Treat (1986) – Le Révérend Aaron Gilstrom
- The Decline of Western Civilization Part II: The Metal Years (1988) – Lui-même (Documentaire)
- The Jerky Boys: The Movie (1995) – Le manager du groupe
- South Park (1999) – Lui-même (voix)
- Little Nicky (2000) – Lui-même (caméo)
- Moulin Rouge! (2001) – La Fée Verte (voix)
- Austin Powers dans Goldmember (2002) – Lui-même
- Dame Edna Live at the Palace (2003)
- Robbie the Reindeer in Close Encounters of the Herd Kind (2007) – Vicar (voix)
- Brütal Legend (2009) (jeu vidéo) – Le Gardien du Métal, Dadbat (voix)
- Gnomeo & Juliet (2011) – Faon (voix)
- God Bless Ozzy Osbourne (2011) – Lui-même
- Ça Bulle ! (2011) – Earth Troll (voix)
- Howard Stern on Demand (2013) – Lui-même
- Bubulle Guppies (2015) – Sid / M. Cooper (voix)
- SOS Fantômes (2016) – Lui-même (caméo)
- Les 7N (2016) – Duke the Drear (voix)
- Sherlock Gnomes (2018) – Faon (voix)
- Rockfield, le rock'n'roll est dans le pré (2020) – Lui-même[109],[110]
- Les Trolls 2 : Tournée mondiale (2020) – Roi Thrash